# 山岩黄耆
山岩黄耆（学名：Hedysarum alpinum ssp. alpinum）为豆科岩黄耆属下的一个亚种。

## 扩展阅读
- 維基物種上的相關：山岩黄耆